# North Bay Battalion
Das North Bay Battalion ist eine kanadische Eishockeymannschaft aus North Bay, Ontario. Das Team wurde 1996 als Brampton Battalion gegründet und spielt seit der Saison 2013/14 unter dem aktuellen Namen in einer der drei höchsten kanadischen Junioren-Eishockeyligen, der Ontario Hockey League (OHL).

## Geschichte

### Brampton Battalion (1996–2013)
Das Brampton Battalion wurde am 3. Dezember 1996 als Franchise der Ontario Hockey League gegründet. Nach eineinhalb Jahren Vorbereitung nahm die Mannschaft in der Saison 1998/99 den Spielbetrieb in der OHL auf. Nachdem sie die ersten vier Jahre in der Western Conference gespielt hatten, wurden sie nach der Umsiedlung der North Bay Centennials nach Saginaw, Michigan, der Eastern Conference zugeteilt. In ihrem ersten Jahr in der Central Division gewann Brampton auf Anhieb den Divisiontitel, den sie in den Jahren 2006, 2008 und 2009 verteidigten. Der größte Erfolg für das Brampton Battalion war der Gewinn der Bobby Orr Trophy als Sieger der Eastern Conference in der Spielzeit 2008/09.

### North Bay Battalion (seit 2013)
Das Franchise wurde mit Beendigung der OHL-Saison 2012/13 nach North Bay umgesiedelt und in North Bay Battalion umbenannt. Das Team wurde wie das Brampton Battalion in die Central Division der Eastern Conference gesetzt.

## Saisonstatistik
Abkürzungen: GP = Spiele, W = Siege, L = Niederlagen, T = Unentschieden, OTL = Niederlagen nach Overtime SOL = Niederlagen nach Shootout, Pts = Punkte, GF = Erzielte Tore, GA = Gegentore, PIM = Strafminuten
| Saison  | GP | W  | L  | OTL | SOL | Pts | GF  | GA  | PIM | Platz                | Play-offs |
| 2013/14 | 68 | 38 | 24 | 4   | 2   | 82  | 220 | 189 | 844 | 1., Central Division | Sieg im Conference-Viertelfinale, 4:3 (Niagara) Sieg im Conference-Halbfinale, 4:2 (Barrie) Sieg im Conference-Finale, 4:0 (Oshawa) Niederlage im OHL-Finale, 1:4 (Guelph) |
| Gesamt  | 68 | 38 | 24 | 4   | 2   | 82  | 220 | 189 | 844 |                      | 1 Play-off-Teilnahme 4 Serien: 3 Siege, 1 Niederlagen 26 Spiele: 13 Siege, 9 Niederlagen                                                                                   |

## Erfolge
Emms Trophy
- 2013/14; 68 Spiele, 38 Siege, 82 Punkte